# Apleurotropis viridis
Apleurotropis viridis är en stekelart som beskrevs av Girault 1913. Apleurotropis viridis ingår i släktet Apleurotropis och familjen finglanssteklar. Inga underarter finns listade i Catalogue of Life.